# Émeutes consécutives à la mort d'Odair Moniz
Les émeutes consécutives à la mort de d'Odair Moniz sont des émeutes qui commencent le 20 octobre 2024 à Lisbonne et sa banlieue à la suite de la mort d'Odair Moniz, un homme cap-verdien 43 ans, tué à bout portant par balle par un policier, invoquant un refus d'obtempérer et la légitime défense.

## Évènement déclencheur
Un individu âgé de 43 ans et de nationalité cap-verdienne est mortellement blessé par un policier âgé de 20 ans dimanche 20 octobre dans le quartier de Cova da Moura à Amadora, dans l’agglomération de Lisbonne, capitale du Portugal.
Selon la police portugaise, l’homme circulant en voiture aurait pris la fuite à la vue d’une patrouille de police. Les policiers engagent alors la course-poursuite, qui se termine à pied. Alors qu’ils s’apprêtaient à l’arrêter, le dénommé Odair Moniz aurait tenté d’attaquer les policiers avec un couteau. L’un des agents aurait ensuite tiré quatre coups de feu, dont l’un touchant mortellement le Cap-verdien à la poitrine. Ce dernier succombera à ses blessures à l’hôpital. Il était propriétaire et gérant d’un café dans le quartier Zambujal d’Amadora.

## Chronologie

### 21 octobre
Rapidement, la diffusion de la nouvelle dans les banlieues de Lisbonne a mis le feu aux poudres. Dès la soirée du lundi 21 octobre, plusieurs quartiers « populaires » de la capitale portugaise ont été le théâtre de violences et de scènes d’émeutes.

### 22 octobre
La police portugaise a relaté, mercredi matin, l’arrestation de trois personnes et fait état d’une soixantaine d’incidents à Lisbonne et dans sept autres communes des environs de la capitale portugaise durant la nuit. Deux policiers ont été blessés par des jets de pierres et deux véhicules des forces de l’ordre ont été endommagés, tandis que deux bus et neuf autres véhicules ont été brûlés, a-t-elle précisé dans un communiqué. Deux autres personnes ont été blessées, poignardées « sans gravité », « apparemment par les individus qui ont volé et brûlé » un des bus, a appris l’Agence France-Presse de même source. La police antiémeute a été déployée et les pompiers ont éteint un incendie, rapporte de son côté Reuters.
Selon la Radio-télévision du Portugal (RTP), les émeutes ont eu lieu dans plusieurs quartiers du nord de la capitale et des communes limitrophes (Zambujal, Amadora, Carnaxide, Casal de Cambra et Damaïa).

### 23 octobre
Au cours de la nuit du 23 au 24 octobre, la police portugaise a procédé à deux arrestations à Odivelas. Trois autres individus ont été arrêtés lors de la nuit précédente, au cours de laquelle pas moins d’une soixantaine d’incidents ont été recensés dans l’agglomération de Lisbonne.
Trois personnes ont été blessées au cours de ces violences, dont un chauffeur de bus. Celui-ci a été grièvement blessé, avec des brûlures au niveau du visage, de la poitrine et des bras. De nombreux véhicules ont par ailleurs été incendiés. La police locale a fait état de deux bus et neuf autres véhicules, ainsi qu’une voiture de police endommagée. Treize suspects ont été interpellés au cours de cette nouvelle nuit de violence.

### 24 octobre
En plus des poubelles incendiées, un bus a été lapidé dans le quartier de Boavista, à Benfica.
Pour tenter de rétablir l’ordre, le ministre porte-parole du gouvernement portugais a indiqué que les effectifs de police mobilisés sur le terrain seront dès à présent renforcés et que les autorités pourront avoir recours à des moyens de « surveillance aériens ». Antonio Leitao Amaro a finalement promis que les fauteurs de troubles seront sanctionnés de façon « proportionnelle, mais ferme ».

### 26 octobre
Le 26 octobre, des manifestations ont été organisées à Lisbonne, promues par le mouvement Vida Justa, et à Porto, par le groupe des Étudiants de Porto en Défense de la Palestine,.
À Lisbonne, la manifestation a eu lieu sur l'Avenida da Liberdade avec plus de trois mille personnes. À la fin du parcours, sur la Praça dos Restauradores, un mémorial pour Odair a été érigé avec des fleurs et des banderoles. Des discours ont été prononcés par Claudia Simões et des activistes anti-racistes, et l'événement s'est terminé par une minute de silence.
Initialement, il était prévu que le parcours de la manifestation aille du Marquês do Pombal jusqu'à l'Assemblée de la République, mais la veille, le mouvement Vida Justa a modifié le trajet pour le faire se terminer à la Praça dos Restauradores, afin d'éviter de croiser la contre-manifestation organisée par le parti d'extrême droite Chega.